# Оксідентал (Каліфорнія)
Оксідентал (англ. Occidental) — переписна місцевість (CDP) в США, в окрузі Сонома штату Каліфорнія. Населення — 1132 особи (2020).

## Географія
Оксідентал розташований за координатами 38°24′1″ пн. ш. 122°56′6″ зх. д. / 38.40028° пн. ш. 122.93500° зх. д. (38.400378, -122.934950).  За даними Бюро перепису населення США в 2010 році переписна місцевість мала площу 12,86 км², уся площа — суходіл.

### Клімат
| Клімат : Оксідентал                      | Клімат : Оксідентал | Клімат : Оксідентал | Клімат : Оксідентал | Клімат : Оксідентал | Клімат : Оксідентал | Клімат : Оксідентал | Клімат : Оксідентал | Клімат : Оксідентал | Клімат : Оксідентал | Клімат : Оксідентал | Клімат : Оксідентал | Клімат : Оксідентал | Клімат : Оксідентал |
| Показник                                 | Січ.                | Лют.                | Бер.                | Квіт.               | Трав.               | Черв.               | Лип.                | Серп.               | Вер.                | Жовт.               | Лист.               | Груд.               | Рік                 |
| Середній максимум, °C                    | 12,6                | 13,8                | 16,1                | 17,6                | 21,2                | 24,4                | 25,4                | 25,4                | 24,7                | 21,9                | 16,0                | 12,6                | 19,3                |
| Середній мінімум, °C                     | 5,6                 | 5,8                 | 6,6                 | 6,6                 | 8,6                 | 10,3                | 10,6                | 11,2                | 11,6                | 10,4                | 7,4                 | 5,9                 | 8,4                 |
| Норма опадів, мм                         | 283                 | 233                 | 182                 | 86                  | 40                  | 12                  | 2                   | 6                   | 14                  | 83                  | 180                 | 259                 | 1380                |
| Днів з опадами                           | 11                  | 10                  | 11                  | 6                   | 4                   | 1                   | 0                   | 1                   | 2                   | 5                   | 9                   | 11                  | 71,0                |
| ---------------------------------------- | ------------------- | ------------------- | ------------------- | ------------------- | ------------------- | ------------------- | ------------------- | ------------------- | ------------------- | ------------------- | ------------------- | ------------------- | ------------------- |
| Джерело: Western Regional Climate Center |                     |                     |                     |                     |                     |                     |                     |                     |                     |                     |                     |                     |                     |

## Демографія
Згідно з переписом 2010 року, у переписній місцевості мешкало 1115 осіб у 532 домогосподарствах у складі 297 родин. Густота населення становила 87 осіб/км².  Було 673 помешкання (52/км²).
Расовий склад населення:
| - 89,0 % — білих - 2,8 % — азіатів - 0,6 % — корінних американців - 0,6 % — чорних або афроамериканців - 2,1 % — осіб інших рас |

До двох чи більше рас належало 4,9 %. Частка іспаномовних становила 7,3 % від усіх жителів.
За віковим діапазоном населення розподілялося таким чином: 17,2 % — особи молодші 18 років, 69,8 % — особи у віці 18—64 років, 13,0 % — особи у віці 65 років та старші. Медіана віку мешканця становила 48,5 року. На 100 осіб жіночої статі у переписній місцевості припадало 103,8 чоловіків;  на 100 жінок у віці від 18 років та старших — 99,8 чоловіків також старших 18 років.
Середній дохід на одне домашнє господарство  становив 136 034 долари США (медіана — 71 295), а середній дохід на одну сім'ю — 163 801 долар (медіана — 86 953). За межею бідності перебувало 1,7 % осіб, у тому числі 8,0 % дітей у віці до 18 років та 0,0 % осіб у віці 65 років та старших.
Цивільне працевлаштоване населення становило 678 осіб. Основні галузі зайнятості: освіта, охорона здоров'я та соціальна допомога — 27,6 %, науковці, спеціалісти, менеджери — 18,9 %, мистецтво, розваги та відпочинок — 14,3 %.